# Miguel Gustavo
Miguel Gustavo Werneck de Sousa Martins, connu sous le nom de plume de son seul prénom Miguel Gustavo, né à Rio de Janeiro (Brésil) le 24 mars 1922 et mort dans la même ville le 22 janvier 1972, est un journaliste, animateur de radio et compositeur brésilien, auteur, en 1962 de la célèbre chanson Brigitte Bardot, interprétée par Jorge Veiga.

## Biographie
Né à Rio de Janeiro en 1922, il commence comme disc-jockey pour Radio Vera Cruz en 1941 et se distingue comme compositeur de jingle, en plus d'avoir composé des succès de sambas et de marches.
Il continue en 1950 de composer des jingles, dont Casas da Banha, qui fait polémique pour avoir utilisé un extrait de la mélodie Jésus, la joie des hommes de Johann Sebastian Bach.
En 1962, il compose, avec Jorge Veiga, la chanson Brigitte Bardot (connue populairement comme Brigitte Bardot-Bardot), mentionné en 1978 dans le medley Disco samba (it) du trio belge Two Man Sound. À l'occasion de la coupe du monde de football 1970 au Mexique, il compose l'hymne Pra Frente Brasil (c'est-à-dire « En avant Brésil ») et la mélodie devient un symbole de la Seleção. La même année, il compose la chanson A saia, inspirée de Miriam Batucada (pt).
Miguel Gustavo est décédé en 1972 et est enterré au cimetière de Caju (en).

## Autres chansons
- 1952 : Baião das Mulheres, Miguel Gustavo et João S. Guimarães
- 1953 : Baião do Chofer, Miguel Gustavo
- 1956 : A Dança Do Didu, Miguel Gustavo
- 1956: Boate Tra La Lá, Miguel Gustavo
- 1957 : A Dança do Bidú, Miguel Gustavo
- 1957: A Fúria Louca de Jean Pouchard, Miguel Gustavo
- 1957: A Menina Canta, Miguel Gustavo
- 1957: Bem Vindo Seja, Miguel Gustavo
- 1958 : Brabuletas de Brasília, Miguel Gustavo, Altamiro Carrilho et Carrapicho
- 1959 : Baião Triste, Altamiro Carrilho et Miguel Gustavo
- 1962 : Bacardy Chá-chá-chá, Miguel Gustavo
- 1970 : Bloco Da Lua, Luiz Reis et Miguel Gustavo
- 1970: Brasil Eu Adoro Você, Miguel Gustavo